# 克雷格·康罗伊
克雷格·康罗伊（英語：Craig Conroy，1971年9月4日—），美国男子冰球运动员，场上位置是前锋。他曾代表美国国家队参加2006年冬季奥林匹克运动会冰球比赛，获得第8名。